# Атом (футбольный клуб)
«Атом» — советский и российский футбольный клуб из Нововоронежа. Основан не позднее 1986 года. С 2015 года выступает в Третьей лиге в зоне «Центр».

## Названия
- 1986 — «Атом» (Нововоронежский)
- С 1987 — «Атом» (Нововоронеж)

## Достижения
Вторая лига СССР
- 17-е место в 3-й зоне 1986 год

Первенство России среди ЛФК
Финальный турнир
- Серебряный призёр — 2016

Зона «Черноземье»/«Центр»
- Чемпион (2): 2016, 2022
- Серебряный призёр (3): 2015, 2018, 2020, 2021
- Бронзовый призёр — 2019

Кубок России среди ЛФК
Финальный турнир
- Обладатель — 2019
- Серебряный призёр — 2018

Зона «Черноземье»/«Центр»
- Обладатель (2): 2018, 2021
- Финалист — 2019

Чемпионат Воронежской области
- Чемпион — 2014
- 4-е место — 1989

## Статистика выступлений
| Сезон | Лига                                                         | Лига              | Место | И  | В  | Н | П | Голы  | Очки | Кубок     | Примечания                                                                         |
| ----- | ------------------------------------------------------------ | ----------------- | ----- | -- | -- | - | - | ----- | ---- | --------- | ---------------------------------------------------------------------------------- |
| 2015  | Первенство России среди футбольных клубов третьего дивизиона | Черноземье        | 2     | 22 | 12 | 6 | 4 | 32-27 | 42   | —         |                                                                                    |
| 2016  | Первенство России среди футбольных клубов третьего дивизиона | Черноземье        | 1     | 18 | 12 | 2 | 4 | 40-18 | 38   | 1/128     |                                                                                    |
| 2016  | Первенство России среди футбольных клубов третьего дивизиона | Финал             | 2     | 5  | 2  | 3 | 0 | 7-3   | 9    | 1/128     |                                                                                    |
| 2017  | Первенство России среди футбольных клубов третьего дивизиона | Черноземье/ Центр | 4     | 22 | 12 | 4 | 6 | 42-24 | 40   | —         |                                                                                    |
| 2018  | Первенство России среди футбольных клубов третьего дивизиона | Черноземье/ Центр | 2     | 24 | 15 | 5 | 4 | 42-20 | 50   | 1/256     | Обладатель Кубка Черноземья, 2-е место в финальном турнире Кубка России среди ЛФК  |
| 2019  | Первенство России среди футбольных клубов третьего дивизиона | Черноземье/ Центр | 3     | 26 | 16 | 6 | 4 | 52-25 | 54   | —         | Финалист Кубка СФФ «Центр», победитель финального турнира Кубка России среди ЛФК   |
| 2020  | Первенство России среди футбольных клубов третьего дивизиона | Черноземье/ Центр | 2     | 12 | 9  | 2 | 1 | 29-6  | 29   | —         | 1/4 финала кубка СФФ «Центр»                                                       |
| 2021  | Первенство России среди футбольных клубов третьего дивизиона | Черноземье/ Центр | 2     | 22 | 18 | 4 | 0 | 85-15 | 58   | —         | Обладатель кубка СФФ «Центр», 6-е место в финальном турнире Кубка России среди ЛФК |
| 2022  | Первенство России среди футбольных клубов третьего дивизиона | Черноземье/ Центр | 1     | 20 | 19 | 0 | 1 | 78-8  | 57   | —         | 1/2 финала кубка СФФ «Центр», 3-е место в финальном турнире Кубка России среди ЛФК |
| 2023  | Первенство России среди футбольных клубов третьего дивизиона | Черноземье/ Центр | 4     | 24 | 16 | 2 | 6 | 57-19 | 50   | 1-й раунд | 1/4 финала кубка СФФ «Центр»                                                       |
| 2024  | Первенство России среди футбольных клубов третьего дивизиона | Черноземье/ Центр | 2     | 28 | 19 | 6 | 3 | 90-30 | 63   | —         | 1/4 финала кубка СФФ «Центр»                                                       |

1. ↑  Первенство проходило в два этапа, на втором этапе учитывалась часть матчей первого этапа. Приведены суммарные показатели в сыгранных матчах.